# Aega serripes
Aega serripes är en kräftdjursart som beskrevs av H. Milne Edwards 1840. Aega serripes ingår i släktet Aega och familjen Aegidae. Inga underarter finns listade i Catalogue of Life.